# سيمون تشانينج وليامز
سيمون تشانينج وليامز (بالإنجليزية: Simon Channing-Williams)‏ هو منتج أفلام بريطاني، ولد في 10 يونيو 1945 في باركشير في المملكة المتحدة، وتوفي في 11 أبريل 2009 في كورنوال في المملكة المتحدة بسبب سرطان.

## وصلات خارجية
- سيمون تشانينج وليامز على موقع IMDb (الإنجليزية)
- سيمون تشانينج وليامز على موقع ألو سيني (الفرنسية)
- سيمون تشانينج وليامز على موقع أول موفي (الإنجليزية)
- سيمون تشانينج وليامز على موقع قاعدة بيانات الأفلام السويدية (السويدية)
- سيمون تشانينج وليامز على موقع قاعدة بيانات الفيلم (الإنجليزية)
- سيمون تشانينج وليامز على موقع كينوبويسك (الروسية)